# Zenith (jeu vidéo, 1982)
Zenith est un jeu de tir à la première personne conçu par Nasir Gebelli, sorti en 1982 sur Apple II.

## Système de jeu
Zenith propose au joueur de parcourir librement un monde ouvert représentant l'espace afin de protéger la cité Zenith de l'invasion alien.
Le jeu innove le genre en permettant au joueur de faire des rotations à droite et à gauche avec le vaisseau qu'il contrôle.

## Accueil
Le jeu est testé par Philippe Comeyne dans le numéro 15 de Micro-Ordinateurs d'octobre 1983 à la page 97.